# Aquarelle
Pour le court métrage de Dominique Delouche, voir Aquarelle (film).

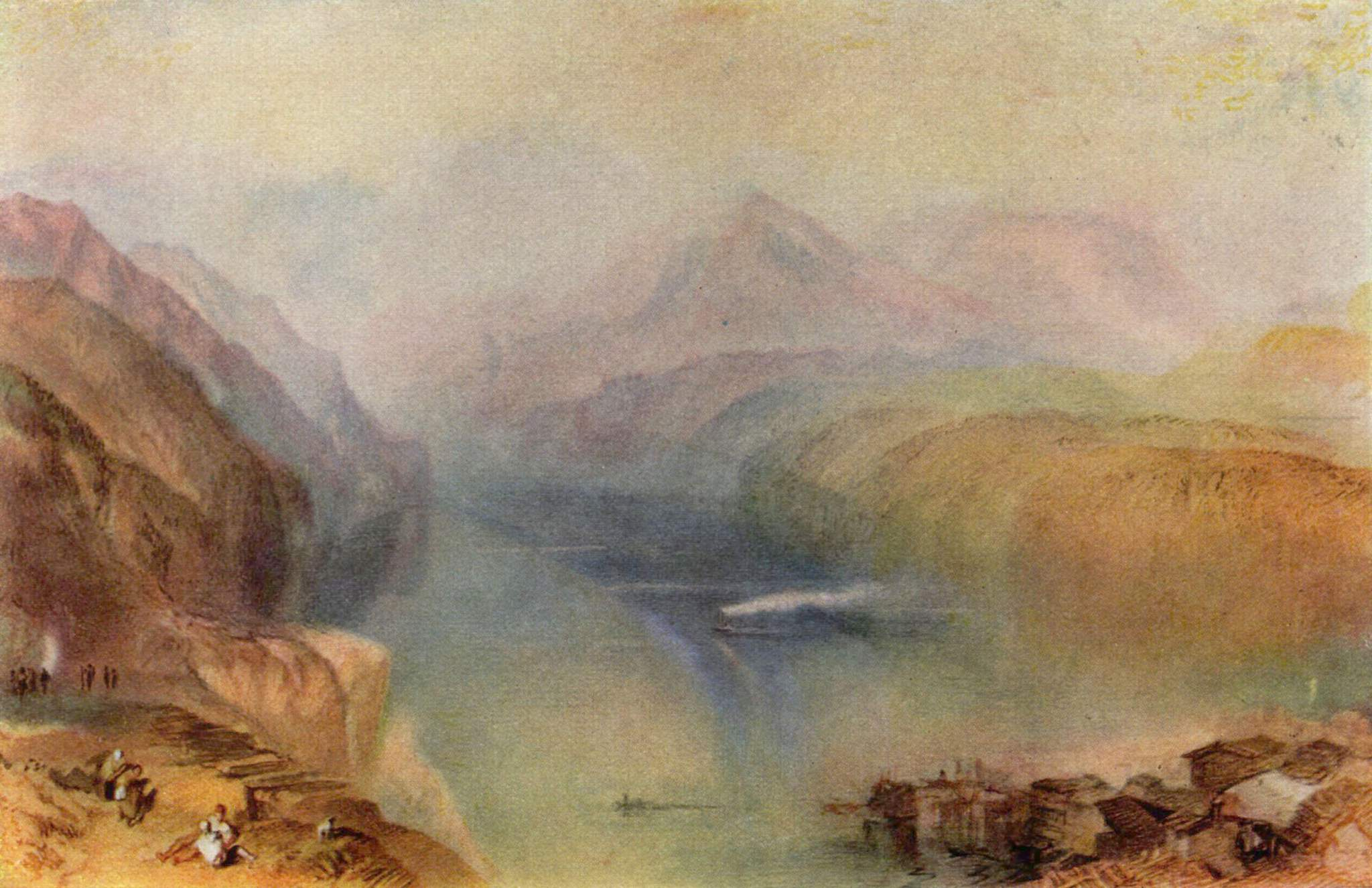
Scène alpine, aquarelle de J. M. W. Turner (1802).

L'aquarelle est une peinture à l'eau sur papier, dont le liant est à base de gomme arabique. Le même mot s'emploie pour la matière et pour l'ouvrage peint.
On distingue l'aquarelle, transparente, de la gouache, opaque. Cette transparence permet de l'utiliser pour apporter de la couleur à une image sur papier, on appelle ces techniques selon le cas dessin, gravure, lithographie aquarellés ou avec rehauts d'aquarelle.
Par sa légèreté et la possibilité d'une exécution rapide, l'aquarelle est une technique artistique de choix pour les notations de terrain. Toutefois, elle se prête à la réalisation de véritables œuvres, qui peuvent être entièrement réalisées à l'aquarelle.

## Formulation des couleurs aquarelle
En peinture, on appelle couleurs aussi bien les matières colorées que l'impression qu'elles produisent sur la vue. Les couleurs d'aquarelle se présentent soit en godets de couleur sèche soit en tubes de couleur pâteuse. La formulation comprend des pigments, un liant soluble dans l'eau, et des additifs destinés à faciliter l'application et la conservation. 

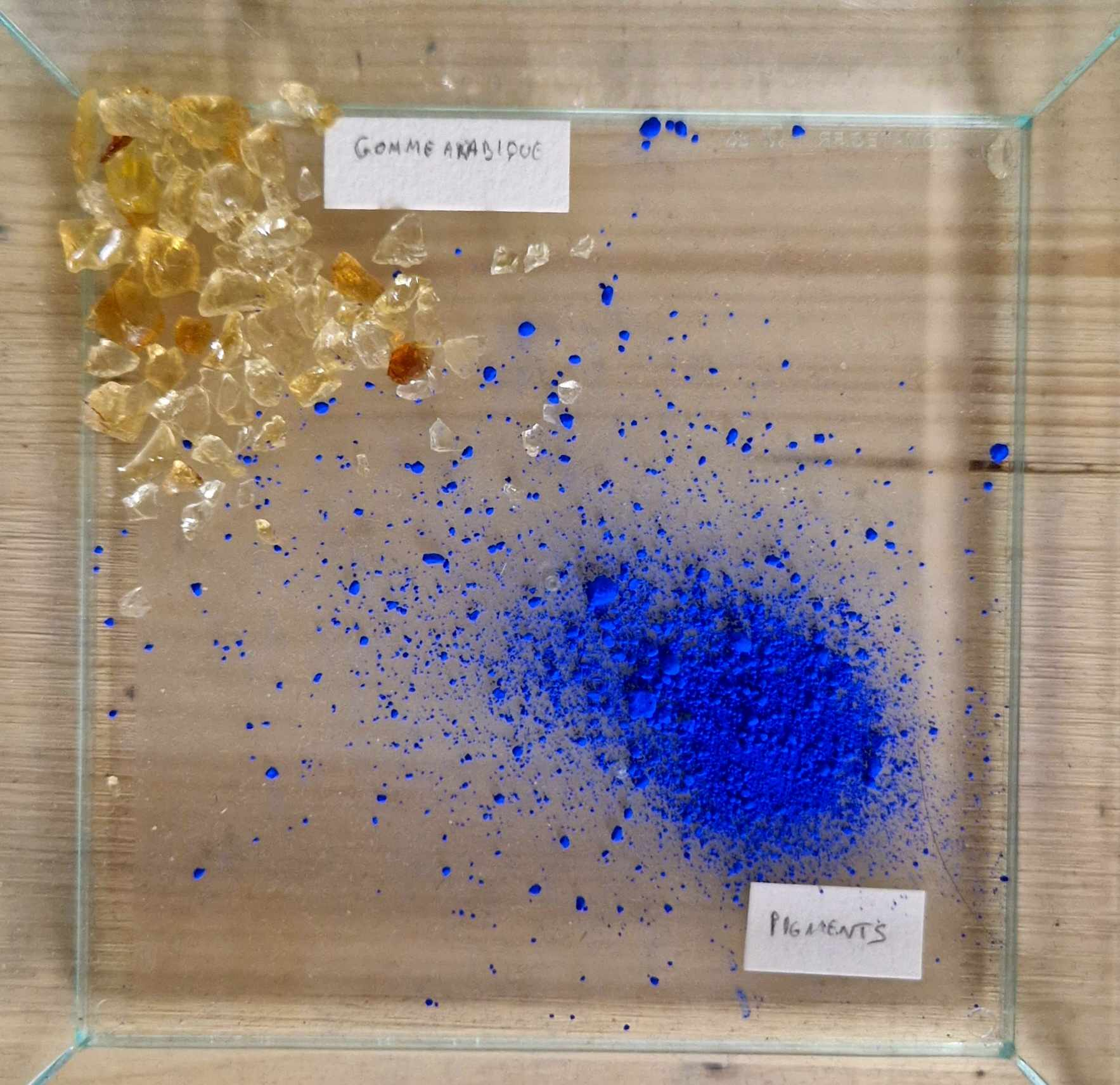
Échantillons de liant et de pigment

PigmentLes pigments sont généralement les mêmes que ceux utilisés pour les autres techniques picturales, bien que l'indice de réfraction de certains pigments comme le smalt les rendent impropres à la dispersion dans l'huile, alors qu'ils peuvent sans inconvénient s'utiliser dans la fresque et les procédés à l'eau. Au contraire, l'acidité du liant exclut certains pigments, qui pourraient virer ou devenir solubles dans l'eau (PRV1).
- Les fabricants proposent soit des couleurs avec un seul pigment, soit des mélanges de pigments qui resteront mêlés à l'application, propriété qui dépend de propriétés physiques des pigments.
- L'aquarelle se distingue de la gouache par sa transparence. Cette propriété est en rapport avec la taille des particules de pigment et leur indice de réfraction. Plus les grains sont petits et l'indice, faible, plus la couleur est transparente. Cependant, même les pigments très opaques comme le rouge anglais (Colour Index PR101), le jaune de chrome (PY34), le bleu cæruleum (PB35), le noir de fumée (PBk6) deviennent transparents lorsqu'ils sont très dispersés (McEvoy). Les tubes ou les emballages de godets portent une indication de catégorie d'opacité : « transparente » (□), « semi-transparente » (⧄), « semi-opaque » (◩) ou « opaque » (■).

LiantLes liants sont la plupart du temps des mélanges. Ils comprennent principalement des polysaccharides, autrefois la gomme adragante, depuis longtemps plutôt la gomme arabique (PRV1). On y ajoute de la glycérine pour donner un aspect mat (Béguin 1990). L'amidon ou la dextrine, que certains fabricants remplacent par le miel rendent la pâte plus maniable. Le liant reste soluble dans l'eau après séchage, contrairement au liant protidique de l'encre de Chine et similaires utilisés comme l'aquarelle en lavis.
ChargesLes charges, rares en aquarelle, influencent l'opacité et certains effets de surface comme l'aspect métallique ou nacré.
AdditifsLe fiel de bœuf, un agent mouillant, facilite la dispersion des particules de pigment dans le liant et l'adhérence des couleurs sur le support ; des agents conservateurs et fongicides tel que le clou de girofle, évitent les moisissures.

## Application

### Principes de base
L'aquarelle n'est pas forcément une technique rapide. La durée d'exécution d'une aquarelle varie d'un artiste à l'autre. Si une aquarelle peut-être réalisée assez rapidement, certains travaillent leur tableau pendant plusieurs semaines. Blanche Odin travaillait ses bouquets plusieurs jours d'affilée.
Une aquarelle peut-être corrigée mais on ne peut pas recouvrir une couleur sombre avec une couleur claire. Plus on ajoute de couches, plus la luminosité locale baisse. Bien qu'on puisse, dans une certaine mesure, alléger la pigmentation sur un endroit, il est nécessaire d'anticiper les zones lumineuses avant de commencer à peindre. L'artiste peut réaliser plusieurs croquis, études et recherches de couleurs avant de peindre.

#### Croquis préparatoire

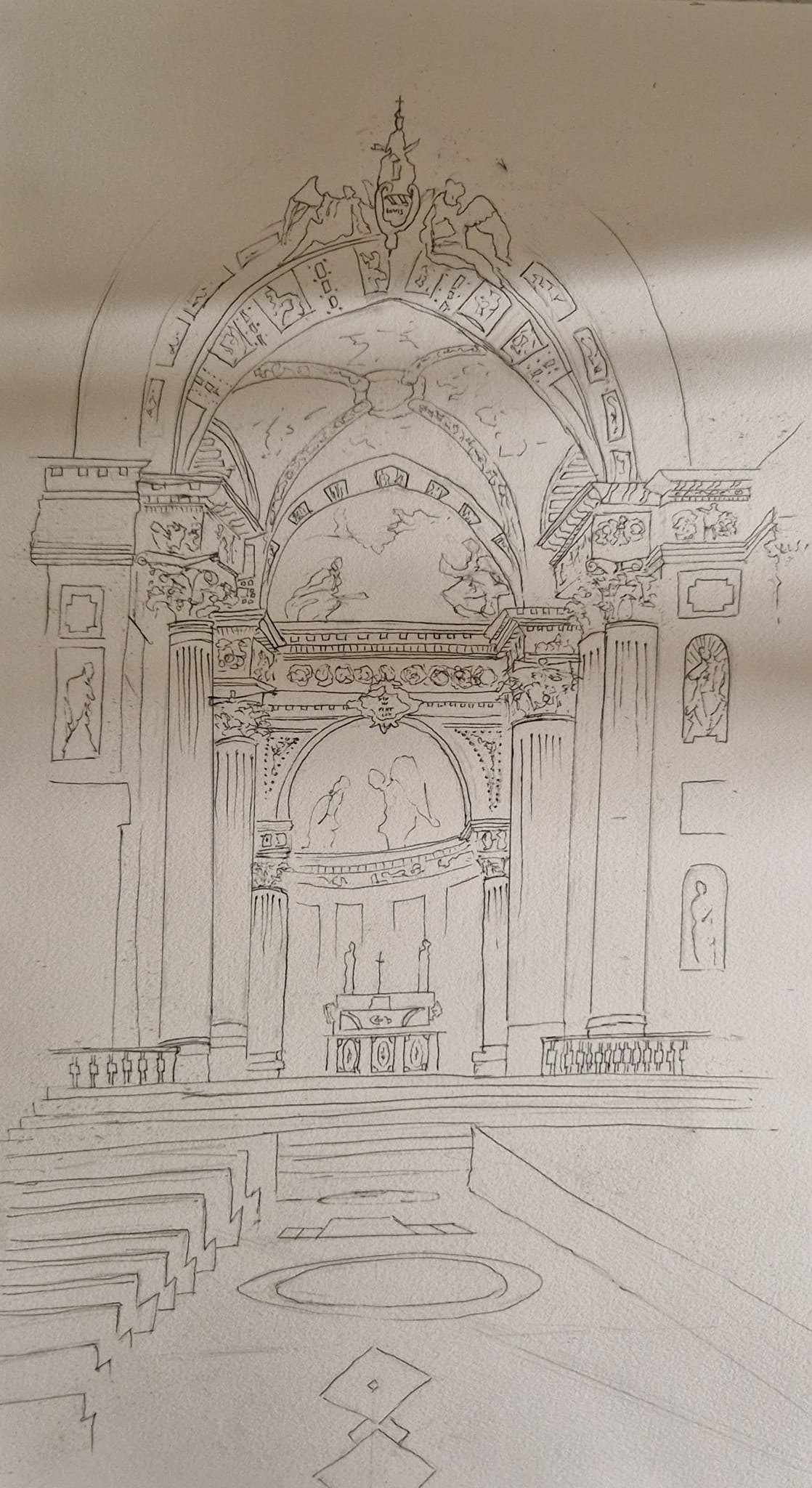
Esquisse

Le travail à l'aquarelle se fait sur papier vierge, avec tout au plus une mise en place légèrement tracée au crayon dans le cadre d'un croquis réalisé en plein air. Le dessin peut être plus abouti, à mesure que les sujets abordés sont complexes, en atelier notamment. Les artistes peuvent lever des croquis coloriés sur le motif, avant d'exécuter l'aquarelle proprement dite sur papier vierge.
Avant de peindre une aquarelle en atelier, l'artiste peut vérifier sa composition par une étude de valeur complétée par une étude de couleur.

### Application de la peinture à l'eau
Lorsque d'un trait de pinceau, on dépose l'aquarelle sur le support, les pigments sont d'abord en suspension dans le milieu aqueux. Ils se déposent ensuite progressivement au creux des aspérités du papier tout comme des sédiments charriés par une rivière. Tant que le papier reste humide, des pigments flottent encore dans le liquide. Il est toujours possible d'intervenir si l'on ne perturbe pas la couche des pigments déjà déposés.
Lorsque le papier est sec, la transparence de l'aquarelle s'impose. Elle résulte des différences d'épaisseur des strates de pigments sur le papier. Peu de pigments sur les crêtes et davantage dans les creux. C'est ce gradient qui crée cette « vibration » si particulière.

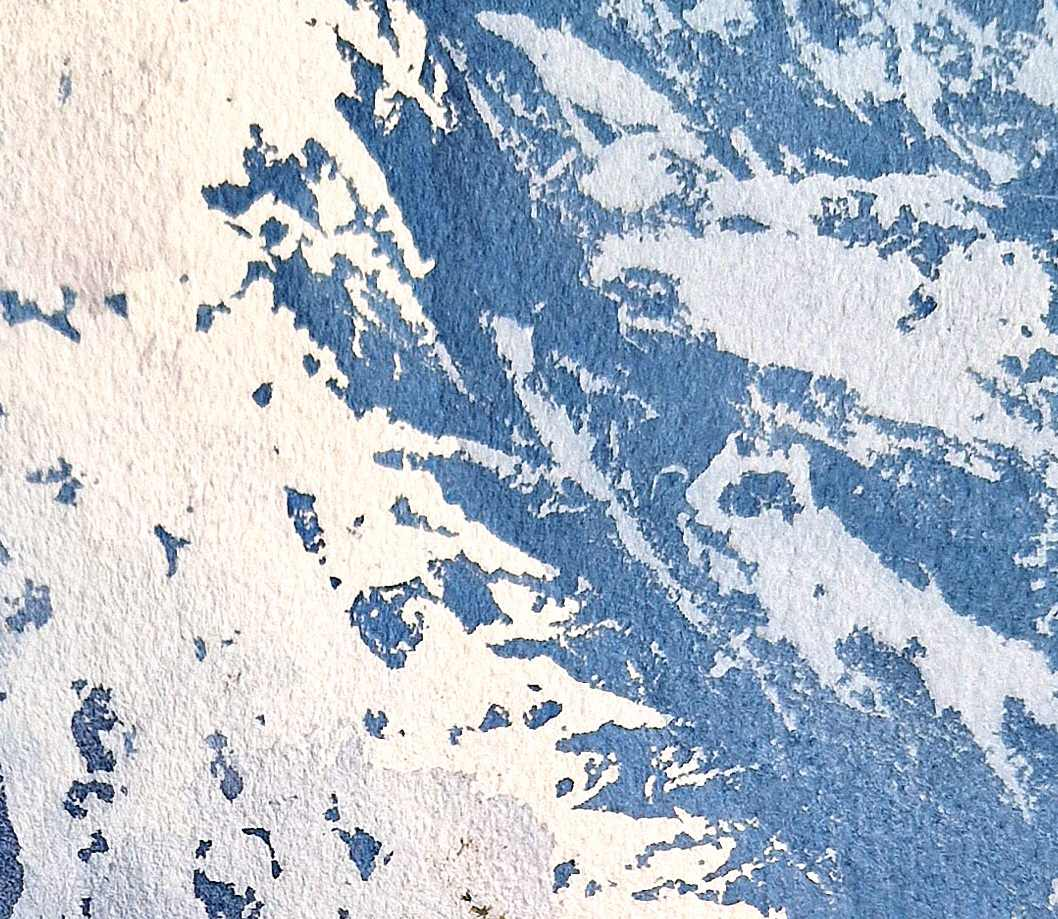
Des effets possibles avec le drawing gum

Le maximum d'intensité lumineuse correspond au blanc du papier. Les techniciens les plus habiles savent ménager dans leur tableau ces éclats lumineux naturels aux endroits les plus opportuns. Des artifices permettent aussi de préserver le fond du support : la paraffine (bougie), qui empêche définitivement l'eau colorée de mouiller le papier, ou la gomme à masquer ((en) drawing gum), qui le protège temporairement et qui peut être retirée en frottant avec l'index, contrairement à la cire de bougie ou à la paraffine qui ne peuvent être retirées.

### Aquarelle en extérieur
L'aquarelle peut être utilisée afin de pratiquer la peinture sur le motif. Le faible encombrement du matériel et la possibilité d'une exécution technique rapide la rend commode pour des travaux en extérieur.

### Techniques

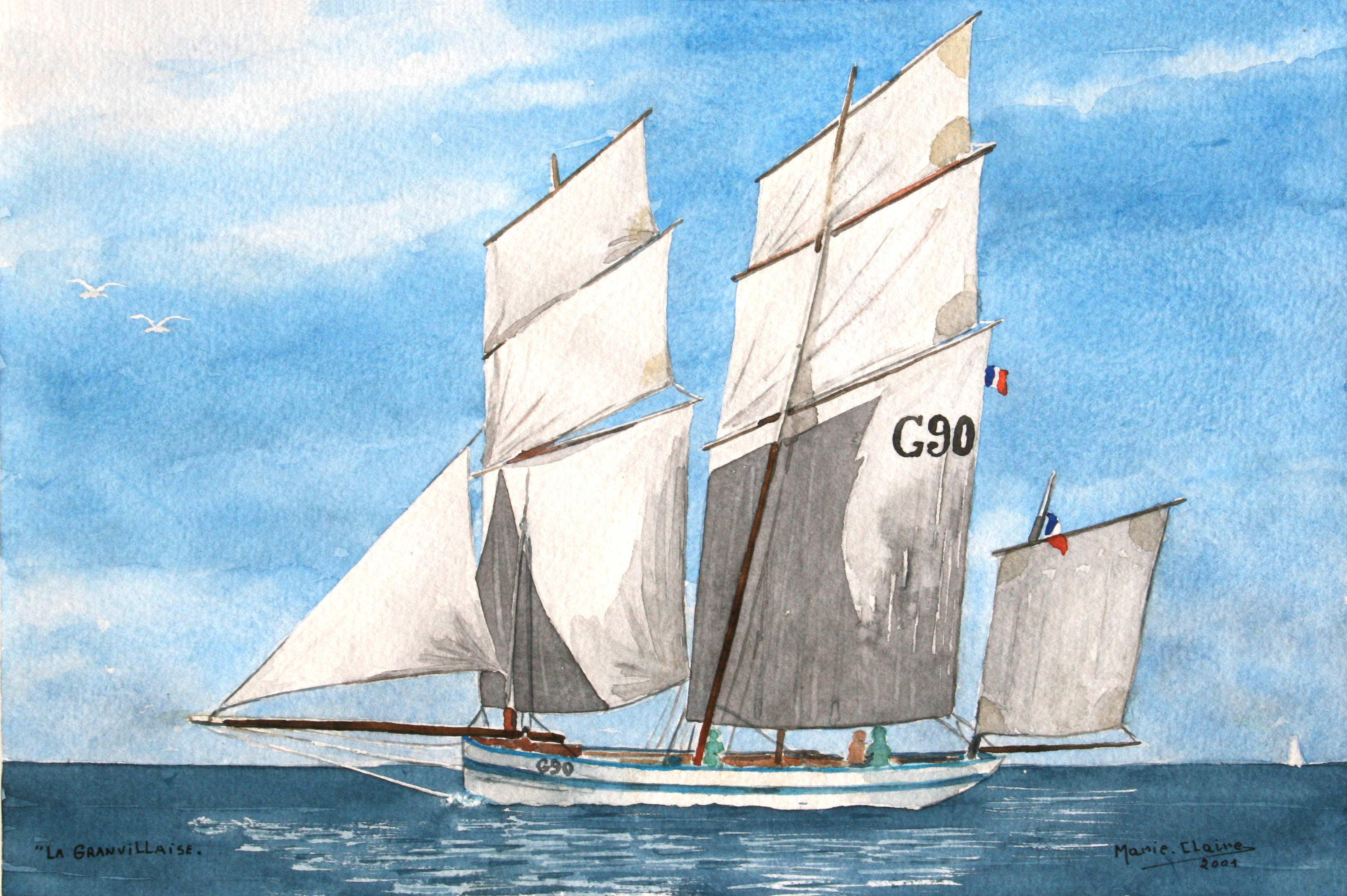
Marie-Claire Lefébure, La Granvillaise.

Plusieurs techniques peuvent s'associer dans un même travail.

#### Sur papier sec
La technique sèche est la plus ancienne. Son principe est d'étaler délicatement la peinture très diluée sur le support de façon à laisser transparaître la couleur du fond. Une fois les premiers tons posés et après séchage complet on s'intéresse aux éléments de détails de plus en plus précis en utilisant des couleurs moins diluées et en prenant soin d'aller des tons les plus clairs vers les plus foncés. Le travail progresse par couches successives et se termine par quelques rehauts plus foncés qui donnent à l'œuvre de la présence et du caractère. On obtient une couleur profonde en utilisant de l'eau gommée pour donner à la couche pigmentaire une certaine épaisseur.
La technique du pinceau sec permet de créer des effets en utilisant le grain du papier. Le pinceau, peu chargé, doit passer rapidement sur la feuille. Cette technique est propice à la restitution de la texture d'un mur ou de l'écume.

#### Sur papier humide
La technique dans le mouillé impose l'humidification préalable du support. Le papier peut être placé sur une plaque de plexiglas ou tendu et agrafé sur un châssis en bois nu qui doit être verni pour ne pas absorber l'eau, au risque de faire sécher prématurément le papier au niveau des zones en contact avec le bois brut. Elle permet à l'artiste d'obtenir des surfaces aux couleurs très intenses, de faire fusionner les couleurs et d'effectuer des retraits de peinture sans abîmer le support, en conservant toute la lumière des couleurs. Les effets sont nombreux : fondus, dégradés, camaïeux, etc. Son apprentissage est long, car il nécessite une bonne maîtrise du cycle de l'eau sur le papier. C'est en effet le degré d'humidité du papier qui dicte au peintre le moment le plus opportun pour intervenir.

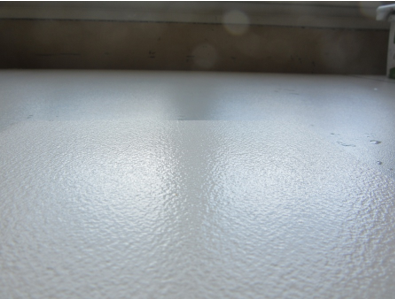
La surface brillante lors du cycle de l'eau

| phases    | dénominations                                    |
| --------- | ------------------------------------------------ |
| Lentille  | perle d'eau sur le papier                        |
| Miroir    | l'eau est uniformément répartie                  |
| Brillant  | Le grain du papier commence à se voir            |
| Mi mat    | Le papier est encore brillant par endroits       |
| Mat frais | Le grain du papier se voit, la surface est mate  |
| Mat sec   | l'humidité est palpable sous la paume de la main |
| Sec       | Le papier est revenu à son aspect premier        |

#### Après séchage
Dans les deux cas, la couleur de l'aquarelle ternit au séchage. La disparition de l'eau change le trajet des rayons lumineux, et les couleurs perdent de leur éclat. L'artiste doit en tenir compte. Un phénomène du même ordre peut se produire si, le travail fini, on y applique un vernis fixatif ou protecteur trop abondant ou non approprié.

#### Autres techniques
D'autres techniques sont possibles. La technique de la carte plastique consiste en l'application d'aquarelle en tube sur une carte plastique qui est ensuite frottée sur le papier aquarelle.
Le monotype consiste en l'application d'aquarelle en tube sur une plaque de verre ou de plexiglas, puis d'un transfert, en plaquant un papier humide sur la plaque afin d'opérer un transfert.
L'aquarelle peut s'employer en technique mixte, avec des encres, des couleurs acryliques, des pastels à l'huile, du pastel sec…

#### Préparation du papier
Pour tendre le papier, on l'humidifie des deux côtés à l'aide d'une éponge ou d'un pinceau mouilleur, après l'avoir détrempé dans une bassine d'eau, puis on le fixe sur une planche rigide, généralement de bois contreplaqué, à l'aide de bandes de kraft gommé. Une fois sec, le papier pourra être (re)mouillé sans risquer de gondoler. La planche doit être très rigide, car le papier exerce une grande force en séchage. Il est également possible de tremper le papier dans l'eau avant de l'agrafer détrempé sur un châssis nu. Il est toutefois nécessaire de vernir le bois du brut du châssis afin d'éviter une absorption prématurée de l'humidité du papier en contact direct sur les parties en bois brut de ce dernier. D'autres peintres, comme Oga Kazuo, décorateur des dessins animés du studio Ghibli, étendent leur feuille abondamment mouillée sur du bois vernis, tandis que d'autres utilisent une plaque de plexiglas. Si l'eau ne s'évapore pas à travers la face inférieure, il conserve une humidité résiduelle pendant plus longtemps, ce qui se répercute sur la dynamique de l'eau et des couleurs.

#### Effets

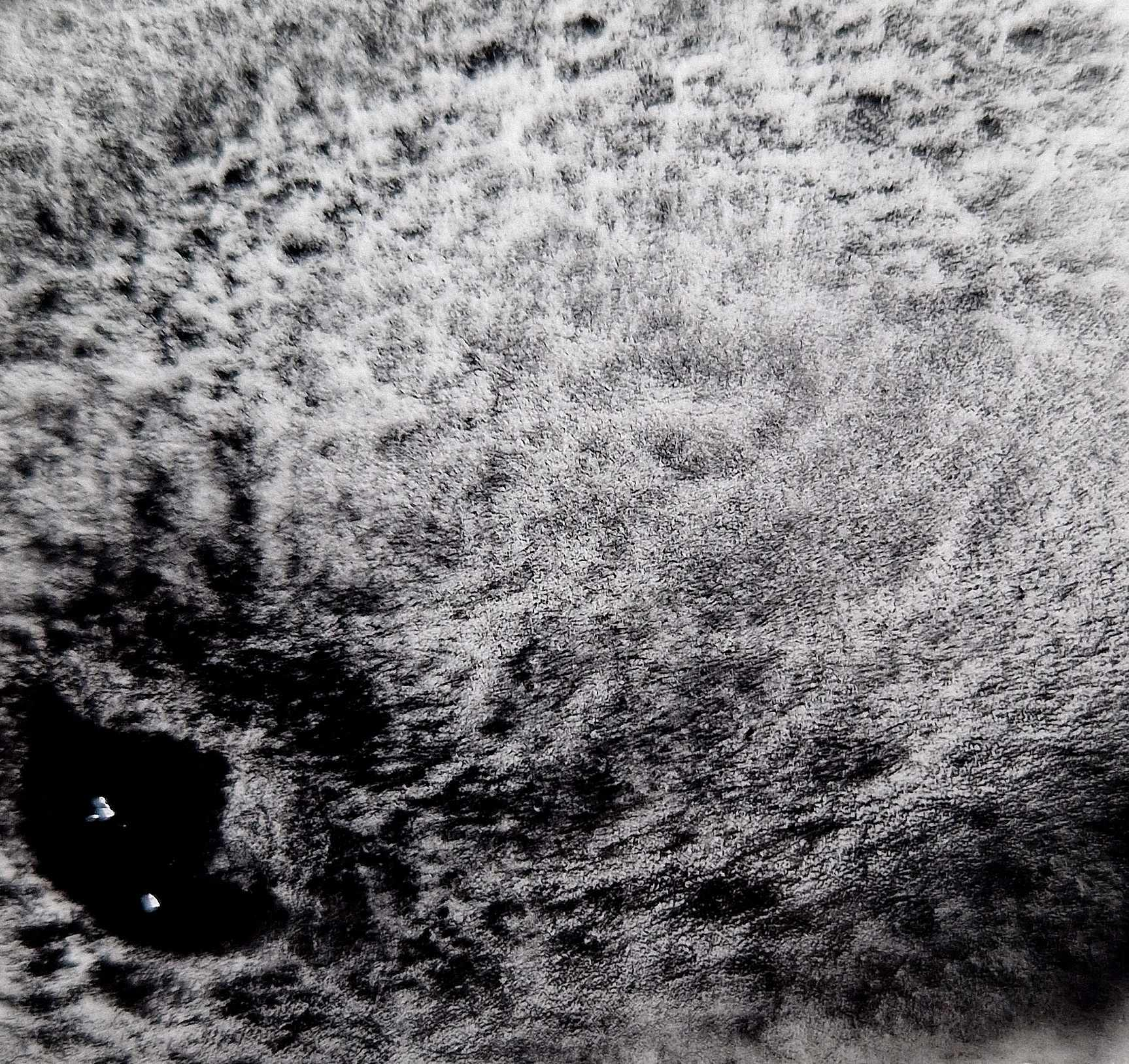
Le noir de Mars. (PBk 11) produit des effets de granulation.

Les peintres à l'aquarelle exploitent souvent la granulation, caractéristique de certains pigments, qui se produit lorsque les pigments se déposent en créant une apparence granuleuse ou tachetée. Cet effet peut ajouter de la profondeur, de la texture et de l'intérêt visuel aux peintures à l'aquarelle, surtout lorsque les artistes choisissent délibérément des pigments réputés pour leurs propriétés granulantes. Les pigments granulants populaires comprennent certaines teintes terre et des couleurs à base de minéraux.
L'usage de film alimentaire sur une couleur fraiche permet d'obtenir un effet marbré, pouvant évoquer de la roche ou la texture de la terre suivant la manière d'appliquer le film.
Les cristaux de sel permettent de créer des textures, en forme d'étoile, pouvant évoquer du givre ou la texture des vieilles pierres.

## Le matériel

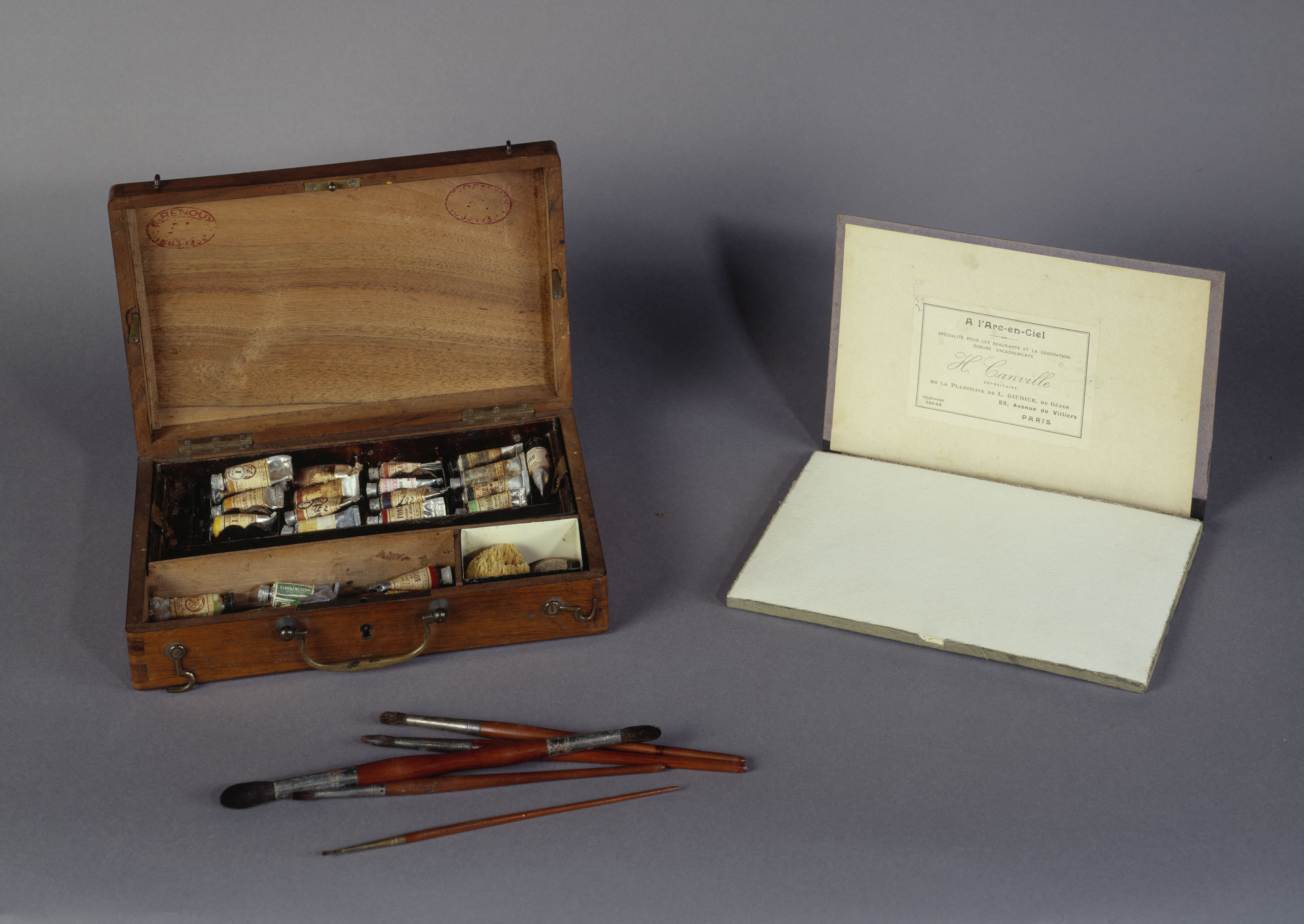
Boîte d'aquarelle du peintre Jules Ernest Renoux.

### Conditionnement des couleurs aquarelle

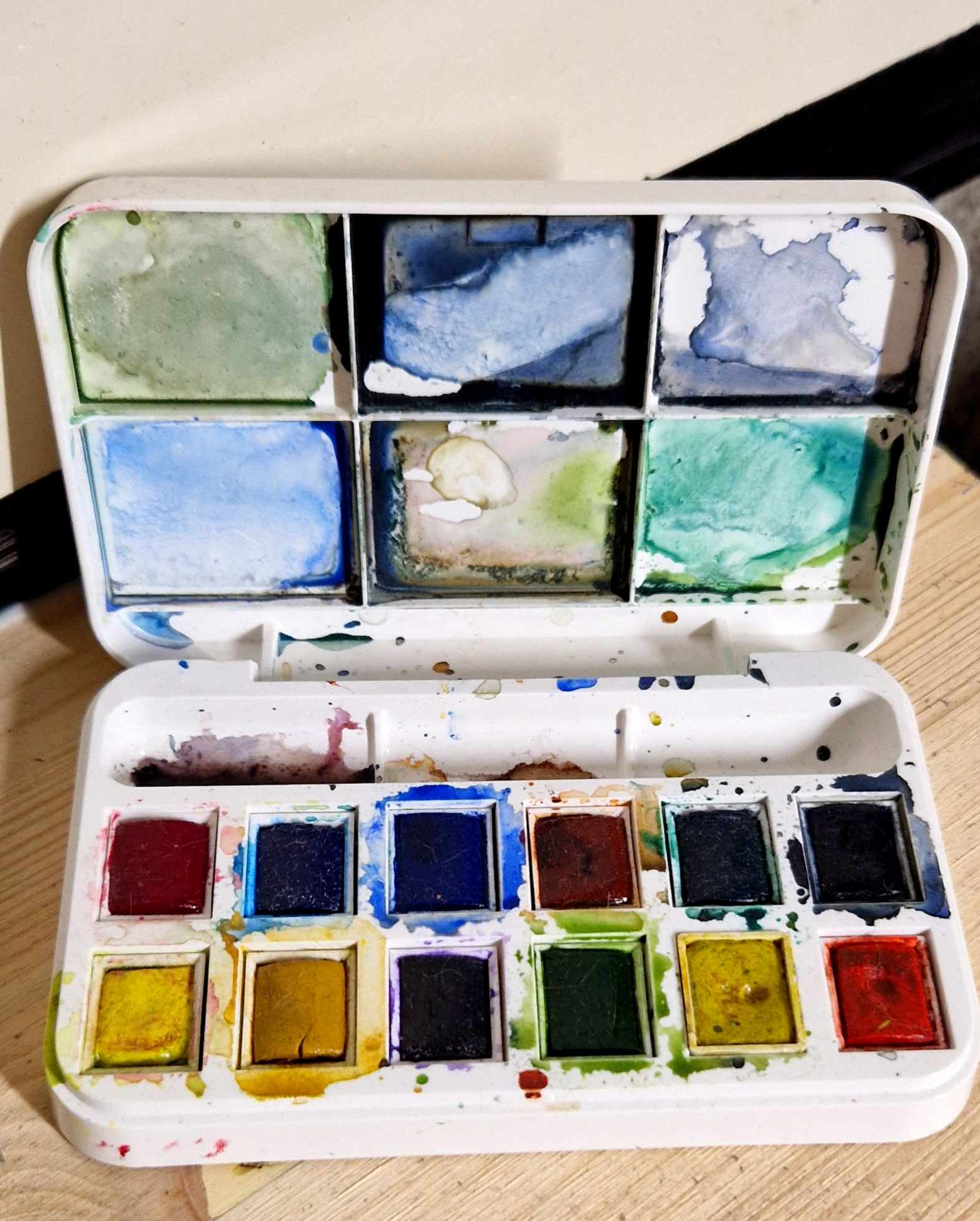
Boîte de demi-godets

À moins de fabriquer ses propres aquarelles à base de gomme arabique et de pigments, en y ajoutant du miel, de la glycérine, etc., on achète les peintures sous deux conditionnements : godets de couleur sèche ou tubes de pâte.
La composition de l'aquarelle en godet et en tube est presque la même. L'aquarelle en tube peut comporter plus de miel afin que le produit reste plastique plus longtemps (VTT). Il est possible de remplir les godets vidés avec des tubes, moins onéreux ; la pâte durcira en séchant. Il est cependant recommandé de procéder en plusieurs couches. Si la peinture d'un tube a séché, on peut découper l'enveloppe et utiliser le contenu comme de l'aquarelle en godets.
Les godets mesurent environ 19 × 30 × 10 mm et contiennent environ 5 g de peinture ; les demi-godets sont moitié moins larges avec 19 × 15 × 10 mm. Cette taille uniforme permet de placer dans les alvéoles des boîtes de voyage les produits de tous les fabricants. Les aquarelles en tubes peuvent être placées dans des palettes. Les tubes contiennent de 5 à 40 ml3 de pâte.

### Qualité des couleurs
En général, les fabricants distinguent trois qualités d'aquarelle : la qualité d'étude, la qualité fine et la qualité extra-fine. Ceci caractérise la finesse du broyage de la couleur. Plus la broyage sera fin, plus la couleur sera subtile et lumineuse. La qualité d'une aquarelle dépend de la quantité de pigment par unité de volume (McEvoy) et par la qualité du broyage de ces derniers.
Le numéro de série indique le prix en fonction de la rareté du pigment utilisé par le fabricant. 

### Papiers pour pratiquer l'aquarelle.
Le papier dédié à l'aquarelle est le support usuel de l'aquarelle. Il doit pouvoir résister à une forte humidité. Il est peu collé, surtout en surface. Il doit être perméable, afin de résister aux lavages et aux enlevages.

### Pinceaux

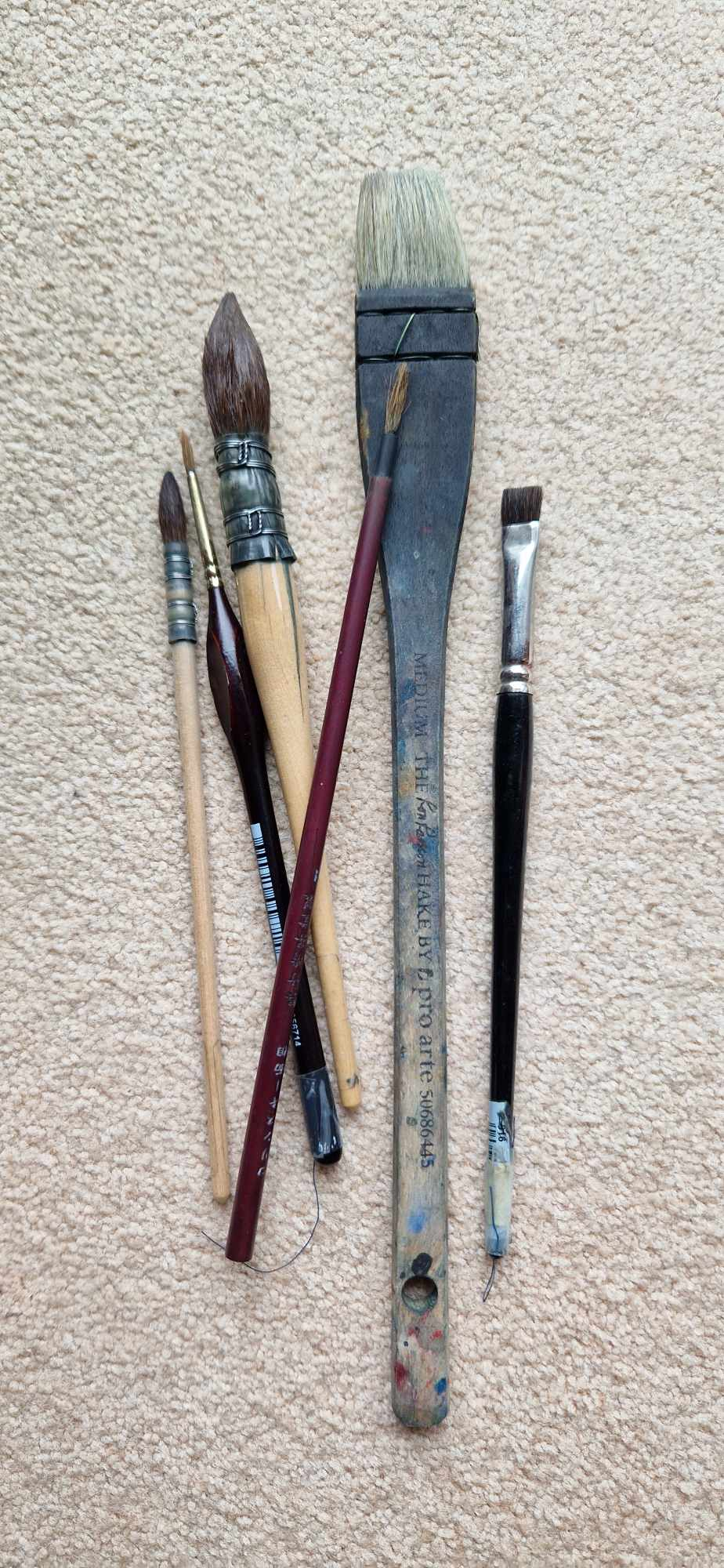
Quelques pinceaux

L'aquarelle se pratique habituellement à l'aide d'un pinceau ayant un bon pouvoir de rétention d'eau (trempe).
- Le pinceau petit-gris, de poil de l'écureuil du même nom), dont la capillarité reste insurpassée, est le plus adapté. La forme du pinceau mouilleur est adaptée aux lavis et aux fonds, car son ventre (ou réservoir) permet de contenir une grande quantité de liquide[19].
- Le poil de martre, souple et nerveux, est apprécié pour sa trempe et la finesse de sa pointe. La meilleure qualité est la variété de martre Kolinsky, en réalité vison de Sibérie.
- Les brosses plates servent à mouiller ou peindre de grandes surfaces.
- Les pinceaux chinois ou japonais, qui peuvent combiner deux sortes de poils, conviennent pour l'aquarelle. Ils se tiennent en position verticale pour la calligraphie, mais la peinture chinoise utilise toutes les possibilités[20].
- Les pinceaux en fibres synthétiques souples, moins absorbants mais d'une bonne élasticité, sont utiles pour poser les fonds et ouvrir les blancs.
- Les pinceaux à réserve d'eau peuvent s'utiliser seuls pour des croquis colorés rapides, ou en complément des pinceaux classiques et des godets. Contrairement au pinceau traditionnel, qui libère l'eau toujours pigmentée tant qu'il y en a, le flux d'eau venant de la réserve dilue l'aquarelle prise au godet au fur et à mesure qu'on passe le pinceau sur le papier. Seul un pinceau sec peut retirer, en la pompant, un excès de peinture humide, un pinceau à eau ne peut que laver le pigment, le repoussant un peu plus loin.

### Autres outils
D'autres outils sont indispensables, comme les pots à eau et les chiffons pour nettoyer les pinceaux ; d'autres ustensiles peuvent s'avérer utiles à l'aquarelle : palettes pour préparer des mélanges, éponges, boules de coton, brosses à dents pour les projections de couleur, lame pour les grattages.

### «Encre aquarelle» et crayons «aquarellables»
On ajoute souvent, dans le commerce, le mot aquarelle à des produits destinés au dessin et à la peinture, laissant une trace soluble dans l'eau même si leur composition diffère de celle de l'aquarelle proprement dite. Les artistes qui les utilisent, notamment en bande dessinée ou illustration, parlent naturellement d'aquarelle pour leur technique.
Les encres aquarelles sont des teintures solubles dans l'eau, en général peu solides à la lumière et dont le rendu dépend, plus encore que celui de l'aquarelle, du papier utilisé. Contrairement à l'aquarelle, les encres à l'eau s'étendent sans former d'auréoles. Ces travaux doivent être scannés pour être diffusés.
Le crayon aquarellable (ou crayon aquarelle) est un crayon de couleur, il permet de dessiner des détails précisément. Les crayons, craies, pastels et feutres « aquarellables » ont le plus souvent une composition différente de celle des couleurs d'aquarelle.

## Conservation des œuvres réalisées à l'aquarelle
L'aquarelle est par nature fragile. Les pigments, seulement collés sur le support, sont en contact avec l'air. Le liant soluble rend le nettoyage impossible; le papier jaunit et souffre des attaques des insectes et des champignons  (PRV1). Le papier doit avoir un Ph neutre, c'est-à-dire être sans acide.
La nature même des peintures — faible quantité de liant, pigments finement divisés — fait qu'une aquarelle est forcément peu solide à la lumière.

### Protection des aquarelles
Les aquarelles sur papier peuvent être protégées par un cadre, avec passe partout et verre anti ultraviolet et éventuellement antireflet. La peinture ne doit pas toucher le verre.
Des vernis spéciaux, ou « fixateurs », sont formulés pour l'aquarelle. Cependant, l'ajout d'une couche transparente, mais d'indice de réfraction différent de celui de l'air, modifie l'optique de la couche picturale et, par là, l'aspect de l'œuvre. Les utilisateurs de ces vernis estiment manifestement que cet inconvénient est moindre que l'avantage qu'il procure.

### Résistance à la lumière
Les couleurs peuvent être testées sur l'échelle des laines ou échelle des bleus. La comparaison d'échantillons après exposition au soleil à d'autres, initialement identiques, conservés à l'abri, est à la portée de tous.
Une cote de I à V indique sur l'emballage des tubes ou les godets de peinture la résistance à la lumière des pigments (lightfastness).
|                                                   | tenue à la lumière de I à V |
| Excellente solidité à la lumière                  | I                           |
| Très bonne solidité à la lumière                  | II                          |
| Moyenne solidité à la lumière                     | III                         |
| Faible solidité à la lumière                      | IV                          |
| Très faible solidité à la lumière, couleur fugace | V                           |

D'autres fabricants utilisent des étoiles, de une pour une couleur peu solide, à quatre pour les plus solides.
Certaines marques d'aquarelle professionnelle sélectionnent les couleurs les plus résistantes à la lumière, d'autres non. Les artistes, en effet, peuvent exprimer une préférence pour des pigments dont d'autres propriétés compensent la moindre solidité. La solidité à la lumière a moins d'importance quand la peinture appliquée reste à l'abri dans des livres fermés.

## Histoire du médium
L'aquarelle se détache des autres techniques de peinture à l'eau au XVIIIe siècle. Le terme, d'origine italienne (Béguin 1990) est attesté au milieu du siècle et Watelet en donne la première définition en français en 1791. C'est un « dessin au lavis (...) une espèce d'enluminure. Les couleurs y doivent avoir de la transparence ». Comme l'indique Diderot dans l'Encyclopédie, c'est alors un procédé de dessin qui utilise des lavis transparents, par opposition aux peintures à gouache.

### Antiquité et Moyen-Âge
Au XIIIe siècle avant Jésus Christ, les Égyptiens appliquent pour leur peinture murale des couleurs avec un liant à base de gomme arabique, sans diluer. Cette technique a été employée pour le tombeau de Sennefer (maire de Thèbes).
Au IIIe siècle après Jésus Christ, les Chinois peignaient sur de la soie avec l'encre de Chine, basée sur des pigments broyés dans une colle animale soluble dans l’eau. La peinture de lettrés chinoise et la peinture japonaise sumi-e sont faites dans des techniques apparentées au lavis sur fond sec. Par la transparence des couleurs et le rôle des fonds clairs, une bonne partie de la peinture chinoise et extrême-orientale peut s'assimiler aux procédés de l'aquarelle.
Les techniques à l'eau sont très utilisées en Europe jusqu'à l'invention de la peinture à l'huile à partir du XIVe siècle. Des manuscrits du Moyen Âge comportent des enluminures avec des pigments obtenus par broyage de matières végétales et minérales. Ces lavis se présentent comme les ancêtres de l'aquarelle.
À la même époque, le papier se répand ; il permet le dessin et le lavis, donnant des ouvrages rapidement transportables. Les artistes ajoutent des couleurs à leurs dessins progressivement à partir du XVe siècle. Les livres chiro-xylographiques diffusent l'estampe coloriée à la peinture à l'eau. Nous pouvons parler d'aquarelle à propos de certaines études de Raphaël (Béguin 1990).

### Albrecht Dürer (XVesiècle)

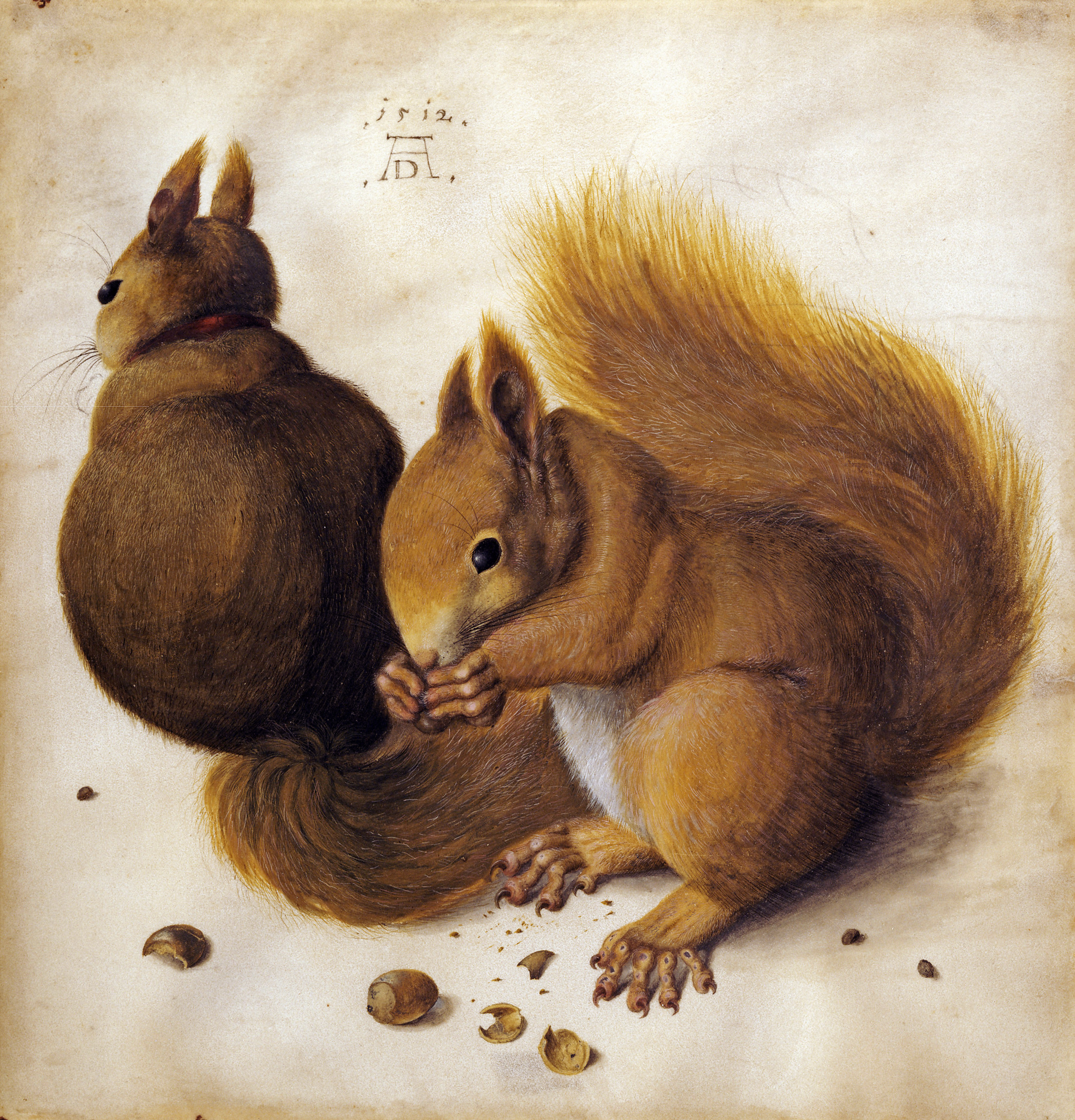
Deux écureuils, Aquarelle (1502), Collection Rosenthal, Vienne

Albrecht Dürer est le premier peintre à réaliser une aquarelle qui ne relève pas d'une technique approchant. Il les réalise sans intention commerciale : il n'a de clients que pour des gravures et des peintures. Les aquarelles de Dûrer comprennent des peintures de paysage, les premières à représenter un lieu précis Il peint aussi des travaux descriptifs très précis comme la Grande touffe d'herbe ou  l'Aile de rollier bleu, en 1512. Il retranscrit la lumière grâce à la blancheur du papier.

### XVIIesiècle
Au XVIIe siècle, l'aquarelle, surtout adaptée au petits formats, se désigne sous le nom de miniature : « Elle est plus délicate. Elle veut être regardée de près. On ne peut la faire aisément qu'en petit. On ne travaille que sur du vélin, ou sur des tablettes. Et les couleurs ne sont détrempées qu'avec de l'eau gommée ». Cette peinture tient de la gouache ou de l'aquarelle, selon la façon dont l'artiste préparait ses couleurs (Béguin 1990).
Particulièrement adaptée aux notations précises, Holbein l'utilise au XVIe siècle pour réaliser des portraits en miniatures, et Gaston d'Orléans l'intègre à ses planches naturalistes.

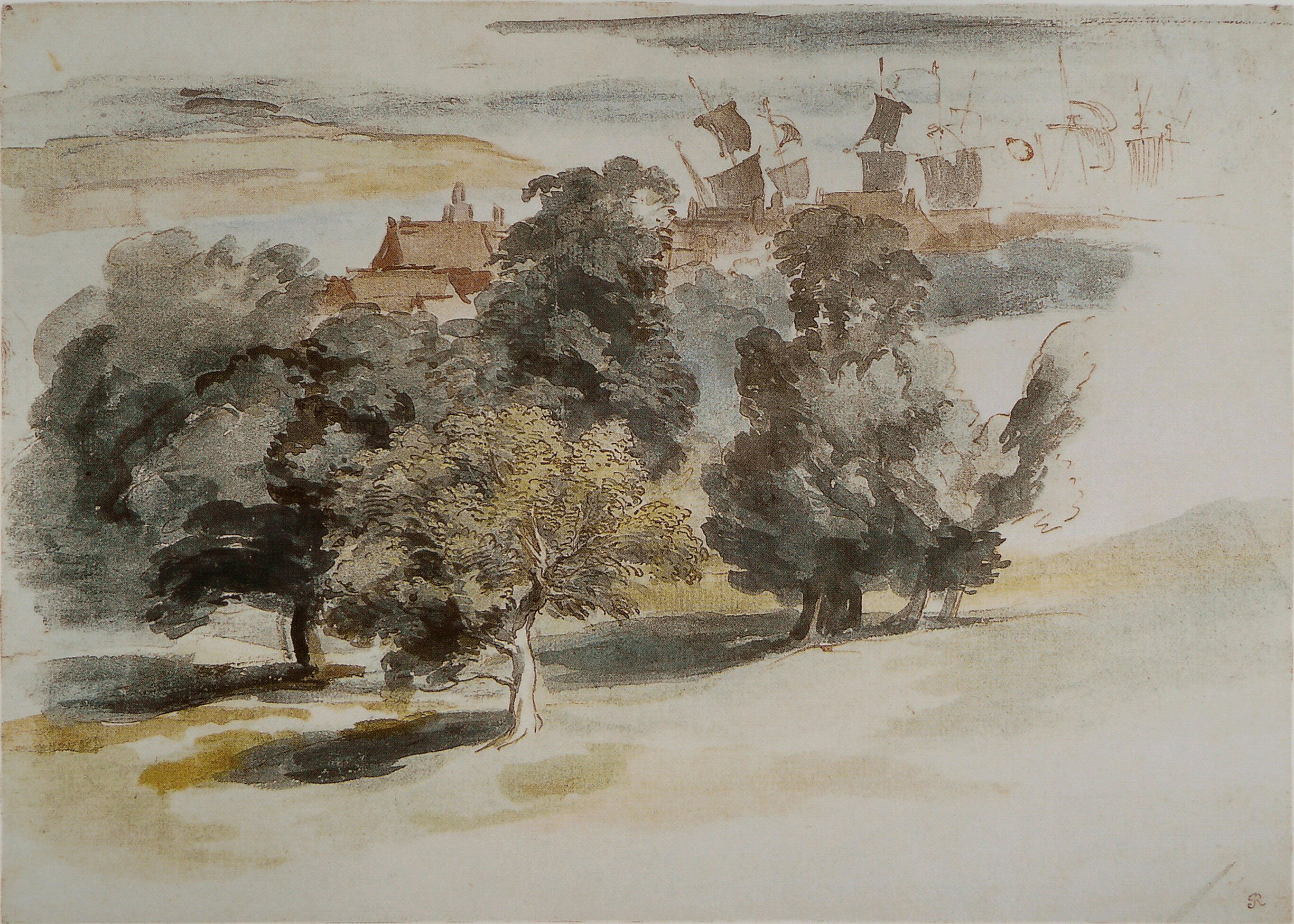
Anton van Dyck, Paysage anglais, dessin à la plume et encre, aquarelle et gouache, vers 1635.

La peinture à l'huile, plus durable, garde la préférence des commanditaires de la peinture.
Les peintres réservent toutefois l'aquarelle aux études préparatoires et à certains travaux personnels. Les peintres de fleurs et paysagistes flamands (Hendrick Avercamp, Albert Cuyp, Jan Van Goyen, Adriaen Van Ostade) traduisent quelquefois ainsi leur observation minutieuse de la nature. Rubens et Jordaens en ponctuent parfois leurs dessins. Jean Honoré Fragonard, Hubert Robert ou Louis Durameau l'utilisent pour des études, notamment lors de voyages en Italie. Gabriel de Saint-Aubin, Jean-Baptiste Lallemand, s’en servent dans leurs scènes de genre). Louis-Gabriel Moreau, l’utilise dans ses paysages de plein air, les soulignant d'un trait de plume.
En Angleterre, Anton van Dyck peint au début du XVIIe siècle des paysages en aquarelle pure ; mais il ne fera pas d'émules avant le milieu du siècle suivant.

### L'invention de l'aquarelle en Angleterre (XVIIIesiècle)

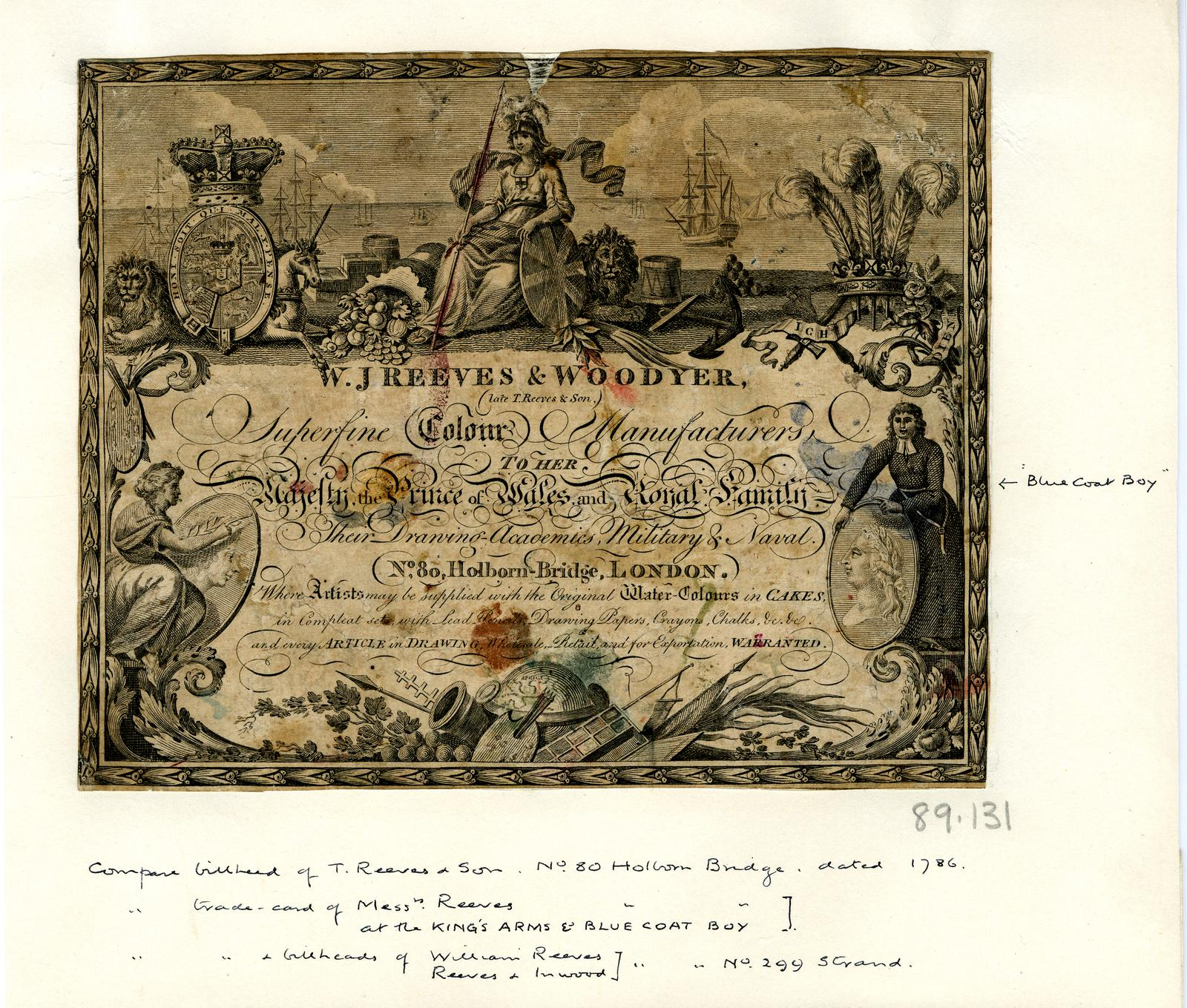
Carte d'adresse (1786) de W. J. Reeves & Woodyer, Londres, vendeur de boîtes de blocs d'aquarelle.

L'aquarelle, telle qu'on comprend ce terme aujourd'hui, naît à la fin du XVIIIe siècle en Angleterre et se développe au XIXe siècle.
Vers 1780, William et Thomas Reeves lancent en Angleterre la première fabrication commerciale d'aquarelle, produite sous la forme de boîte contenant des blocs de pigments solubles dans l'eau, constituant une palette. Tant la production des couleurs à l'eau que leur utilisation artistique se développe en Angleterre.

Dans le dernier quart du XVIIIe siècle un mouvement d'intérêt pour la peinture de paysage se développe en Angleterre : 

« Avec la Révolution française et les guerres qui l’ont suivie, les déplacements en Europe sont devenus plus difficiles. Les artistes anglais se sont donc tournés vers leur territoire national et cette contrainte est bientôt devenue le terreau de définition d’une identité britannique. La campagne anglaise en particulier est devenue un sujet d’inspiration majeur, et l'aquarelle se développe." »

En 1777, Richard Earlom grave à l'aquatinte le Liber Veritatis de Claude le Lorrain. En 1785 Alexander Cozens publie une Nouvelle méthode pour assister l'invention dans le dessin de compositions originales de paysages, construite sur l'observation de taches sur le papier, et qui constitue une théorie du lavis, que celui-ci soit d'encre ou d'aquarelle. Les amateurs fortunés qui font le tour de l'Italie utilisent alors la peinture à l'eau sur du dessin à la mine de plomb et à la plume. John Robert Cozens, fils d'Alexander, développe un style d'aquarelle dans lequel le dessin, étape préalable de la composition, ne transparaît pas dans l'œuvre. Thomas Girtin définit le premier l'aquarelle par la transparence de la peinture sur le support, magnifiée par l'usage d'un papier à grain dont le blanc, réservé, donne seul les hautes lumières, et la pose en rivale de la peinture à l'huile, tout en délaissant les sujets classiques tirés de l'antiquité pour s'intéresser aux effets du paysage de son pays.
La peinture de paysage se nourrit de la pratique de l'aquarelle, « [...] leur œuvre [de Turner et de Constable] n'aurait pu s'épanouir comme elle l'a fait sans les recherches très diverses des aquarellistes qui les ont influencés, tels que J.R. Cozens, T. Girtin, J.S. Cotman et bien d'autres. »
La Royal Watercolour Society, fondée en 1804 à Londres, rassemble les artistes partisans de cette nouvelle esthétique : refus de tout trait de plume ou de crayon, de tout blanc et de toute opacité, intérêt pour le rendu de la lumière. L'aquarelle, tolérant mal les retouches et les repentirs, est ainsi une démonstration de virtuosité, à une époque où la Royal Academy ne reconnait ni la peinture de paysage, ni les aquarelles comme de véritables œuvres. L'institutionnalisation de l'aquarelle favorise l'esprit de système, et la guerre en Europe interrompt les voyages et les contacts avec le continent pendant une vingtaine d'années.
En 1805, « les aquarelles s’adressent désormais à un marché de l’art bourgeois en plein essor. »
Samuel Palmer, Bonington, Turner sont les aquarellistes les plus influents. Leur production cependant s'affranchit des principes de l'« aquarelle pure ». Ils ne dédaignent pas un accent de gouache, des grattages, le masquage des réserves à la cire. Cotman rend des paysages banals monumentaux par le choix du point de vue avec une aquarelle sans gouache ni artifices techniques ; Copley Fielding, aquarelliste prolifique, devient président de la Royal Watercolour Society et formera à l'aquarelle le critique John Ruskin dont l'influence transformera le regard rétrospectif sur l'art britannique. Ruskin promeut le préraphaélisme dont l'usage de la couleur est un retour à l'enluminure, il discrédite John Constable, aquarelliste sur le tard, et critique avec virulence l'Américain Whistler, qui pratiquent l'un et l'autre une peinture attentive aux effets de lumière, comme les premiers aquarellistes anglais.

### XVIIIesiècleen France

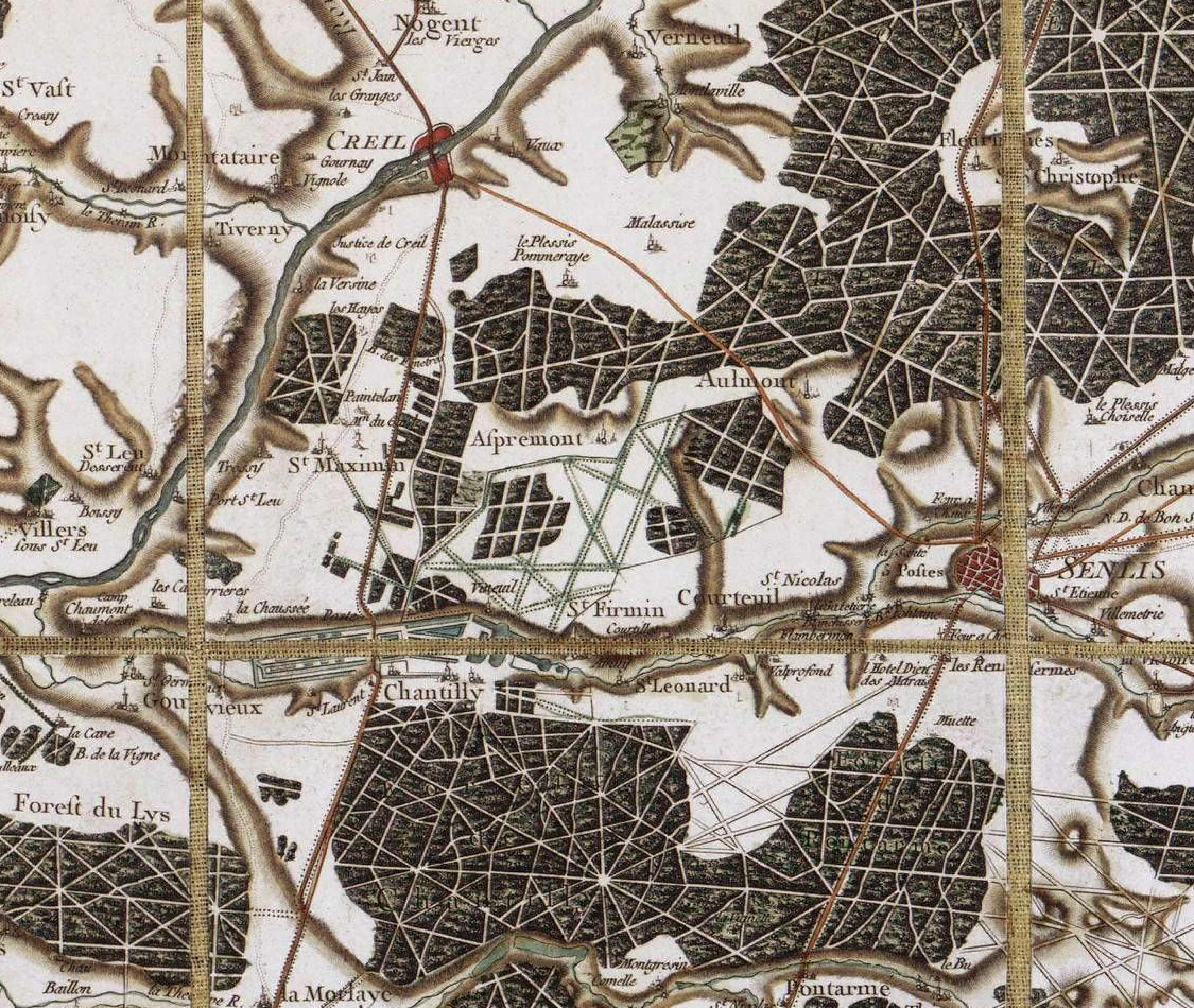
Détail de la feuille n° 2 de Beauvais : autour des villes de Creil, Senlis et Chantilly, 1756.

L'aquarelle sert principalement au coloriage de planches de botanique et de zoologie comme celles des ouvrages de Buffon. L'aquarelle sert à mettre en couleur les cartes topographiques, dont l'ensemble de cartes topographiques, dites carte de Cassini. Il s'agit du premier ensemble cartographiant le royaume de France.

### 1815 à 1914

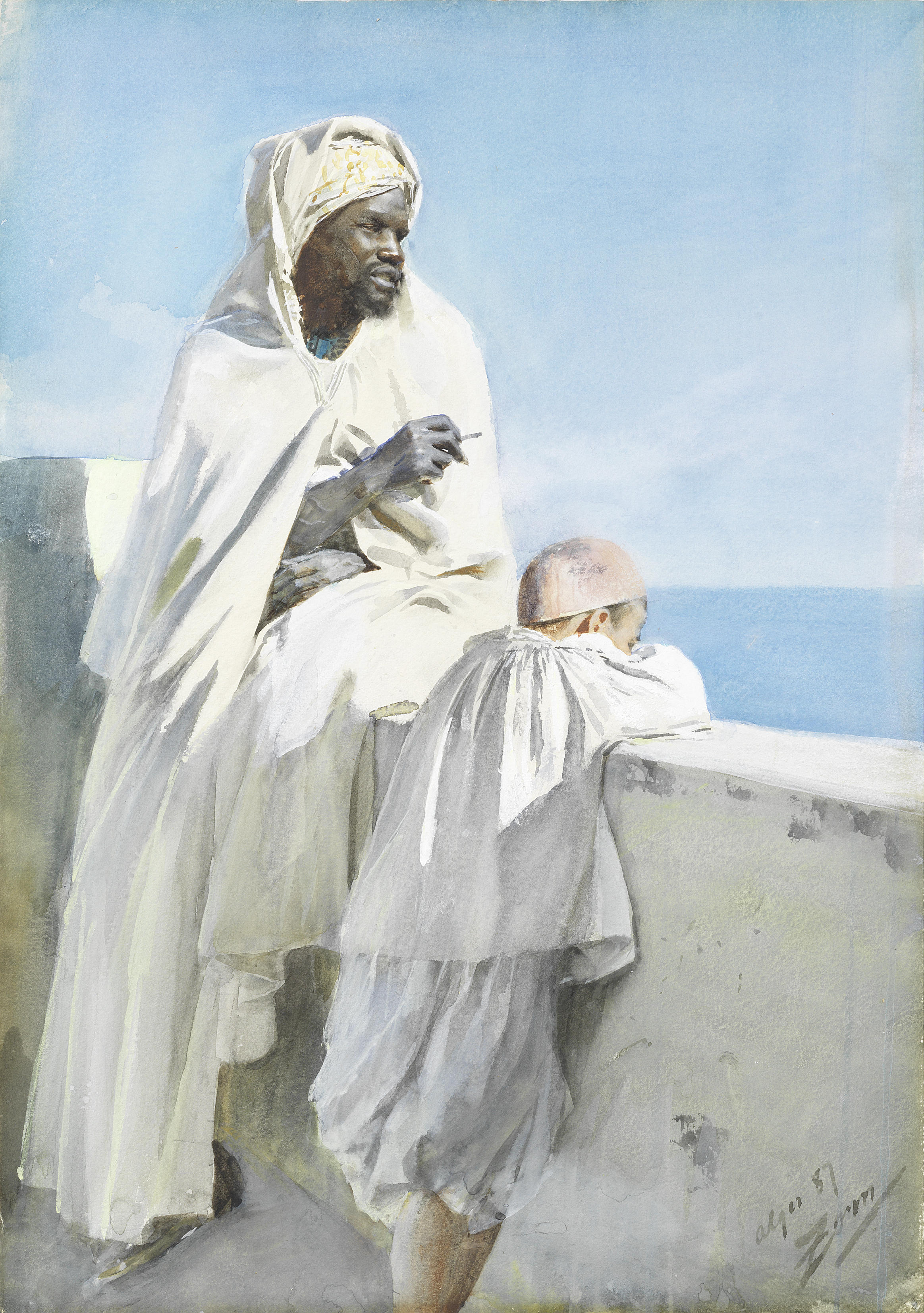
Anders Zorn : Homme et enfant regardant la baie d'Alger, aquarelle et gouache sur papier, 1887

La fin des guerres révolutionnaires et napoléoniennes va provoquer un renouveau des voyages, un intérêt pour les paysages de pays lointains ou voisins, et permettre le contact entre artistes anglais et français. Les Voyages pittoresques se multiplient, ouvrages illustrés par la lithographie, qui est alors une nouvelle technique d'impression. Les originaux sont souvent des lavis ou des aquarelles, inspirés par l'exemple anglais et la théorie du pittoresque, britannique également, de William Gilpin ; Bonington travaille au premier volume des Voyages pittoresques et romantiques dans l'ancienne France de Taylor, comme  Géricault et Eugène Isabey qui pratiquent aussi l'aquarelle. De nombreux artistes utilisent l'aquarelle en voyage pour leurs croquis de paysage et pour des projets, comme Eugène Delacroix, ou pour les travaux destinés à la reproduction, qui n'ont pas besoin d'être durables. L'aquarelle à l'anglaise, dessinée au pinceau et réservant les blancs sur le papier, reste rare.
En 1830, Roret publie le premier Manuel de l'aquarelle, que le glossaire définit comme « lavis perfectionné, mot moderne » : tracé au crayon, toujours léger côté lumières, puis travail de la couleur au pinceau.
Une section d'aquarellistes anglais à l'exposition universelle de 1855 à Paris connaît un succès considérable. L'année suivante, un auteur affirme que l'aquarelle « est parvenue à un tel de gré de perfection (…) telle que la comprennent les artistes anglais et les nôtres » que « maintenant elle est devenue la rivale de la peinture à l'huile ». Un bon nombre de traités d'aquarelle sont publiés. Ils reconnaissent la supériorité anglaise en matière d'aquarelle, et la proposent comme activité d'amateur, de dames notamment. En 1863, Charles Baudelaire publie dans les pages du Figaro son éloge de l'aquarelliste Constantin Guys, qualifié de « Peintre de la vie moderne ».
L'aquarelle de paysage, peinte rapidement sur le motif, ne chasse cependant pas les usages plus anciens. L'aquarelle prouve parfois la virtuosité de l'artiste, dans des travaux d'atelier très élaborés et détaillés, souvent basés sur le dessin linéaire. Elle continue à servir à l'étude et aux projets, à mettre en couleurs gravures, dessins et lithographies, scientifiques ou décoratifs. L'aquarelle est, à cette époque, un art d'agrément, un passe-temps bourgeois. Les Impressionnistes en usent peu, préférant transposer à l'huile l'esthétique de l'aquarelle anglaise, qui a influencé Boudin ou Jongkind, dans la peinture à l'huile.
En avril 1879, se tient à la galerie Durand-Ruel (Paris), la première exposition de la Société d'aquarellistes français. Comme en Grande-Bretagne, la définition de l'aquarelle est sujette à discussions. « Suivant les uns, l'aquarelle n'a que des ressources très bornées, et elle ne vit que de subterfuges et de compromis. Suivant d'autres au contraire, elle permet d'exécuter certains travaux impossibles avec d'autres procédés. Suivant d'autres enfin, l'aquarelle est un art autonome, qui a ses règles propres et qui vit sur des ressources à lui particulières », écrit Jules Adeline. Sa pratique s'entoure de controverses, entre ceux qui n'admettent que l'aquarelle pure, couleurs transparentes posées directement « d'un pinceau hardi et sans retouches », et ceux qui composent, à l'aquarelle, des tableaux avec « des fondus patients ». « Les uns n'admettent que l'aquarelle de premier jet, les autres n'admettent que l'aquarelle extrêmement travaillée ».

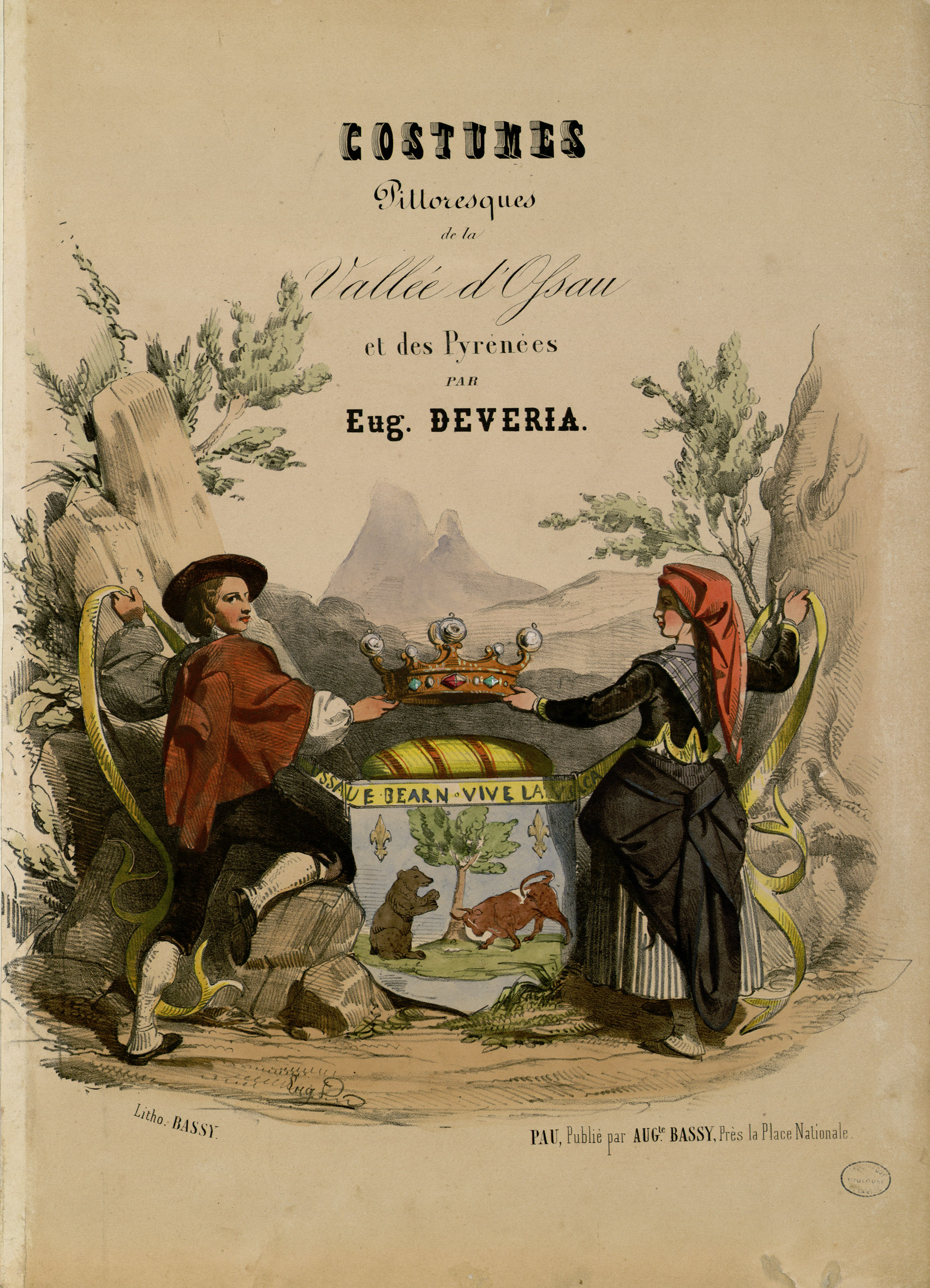
Lithographie aquarellée, 1844.

Au XIXe siècle, les éditeurs proposaient des éditions en couleurs des lithographies, fabriquées en passant au pinceau des couleurs sur une impression demi-teinte peu contrastée.
Le même procédé a servi en cartographie et pour la mise en couleur de photographies.

### Art moderne / art contemporain (XXesiècle)

#### Art moderne
Tandis qu'au Royaume-Uni, les sociétés d'aquarellistes, agitées par les mêmes divisions, entretiennent l'héritage des grands fondateurs contre les critiques des symbolistes et des modernes, en France Paul Signac applique les principes du divisionnisme à l'aquarelle. En Autriche Rudolf von Alt ouvre la voie au courant expressionniste avec de la peinture à l'eau.

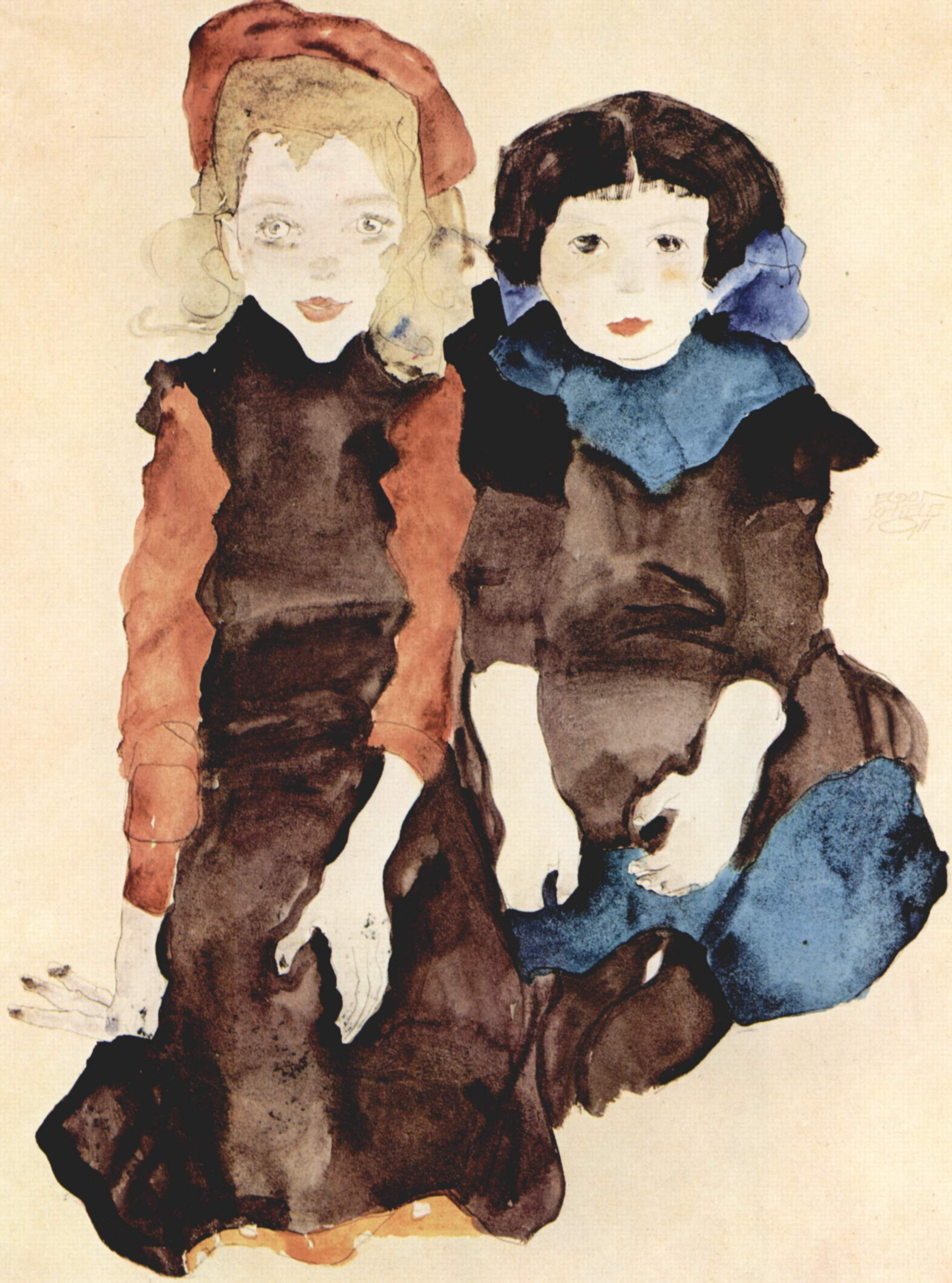
Mädchen, Egon Schiele (1911).

Les études de danseuses d'Auguste Rodin et les nus de Georges Rouault montrent la liberté que l'on peut atteindre avec l'aquarelle. En témoignent aussi les œuvres de Emil Nolde, semi-abstraites August Macke, Paul Klee. La première œuvre abstraite de Vassily Kandinsky serait, selon une anecdote contestée, une aquarelle. Egon Schiele s'est rendu célèbre par l'expressionnisme de ses dessins aquarellés

#### Art contemporain

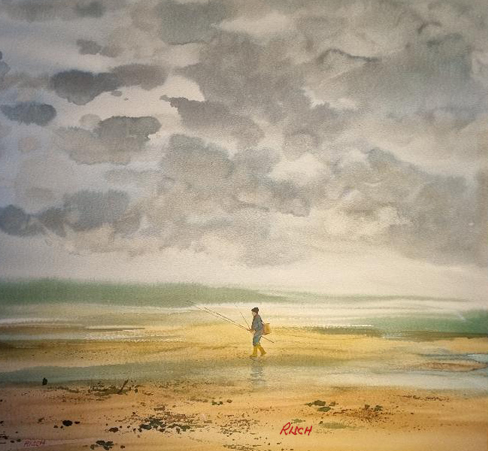
Aquarelle Pierre Risch - pêcheur dans la baie du Crotoy

Au début du  XXe siècle, l'aquarelle est sur le déclin. En France, dans les années 1960 - 1970, l'aquarelle n'ayant plus aucune visibilité sur la scène artistique , des producteurs  tels que Linel, Lamberty abandonnent sa fabrication. Même si des peintres célèbres comme Zao Wou-Ki, Jean Bazaine, Fernand Leger, utilisent cette technique en complément de l'huile, L'aquarelle reste rare dans les expositions.
Dès 1960, Pierre Risch abandonne la peinture à l'huile et décide de relancer et d'inventer une aquarelle totalement nouvelle. Détrempant le papier à l'éponge, il réalise l'œuvre au fur à mesure du séchage du papier, donnant ainsi une aquarelle spontanée et transparente.Pour mieux affirmer que l'aquarelle en tant que peinture se suffit à elle-même, il réalise de très grands formats, travaille par séries (les cavaliers, les jeunes filles, les chaises, les montgolfières…) Ses aquarelles réalisées entièrement en extérieur, au cours de voyages en Europe, Grèce, USA, ne sont jamais retouchées, le dessin obtenu par la tache au pinceau n'est pas cerné par de l'encre ou du crayon.
Pratiquant aussi la sérigraphie, Pierre Risch applique la gomme de réserve (Drawing gum) à l'aquarelle afin de préserver le blanc du papier. Ce procédé est adopté et utilisé de nos jour par bon nombre de peintres dans le monde.
L'écrivain et membre de l'académie Goncourt Emmanuel Roblès (1914-1995) célèbrera Pierre Risch dans son art de restituer les transparences, les fluidités, les jeux les plus subtils, les plus raffinés de la lumière, et par là même de créer un intense attrait émotionnel.
Au XXe siècle, les coloristes de la bande dessinée ont utilisé des méthodes similaires[réf. souhaitée]. Le contour était alors préalablement tracé à l'encre indélébile à la plume ou au pinceau. Pour ces applications où l'on veut obtenir des aplats très homogènes, on prépare les dilutions à l'avance, pour les utiliser comme des encres.
L'aquarelle a servi et sert encore beaucoup pour les notations colorées dans le dessin notamment de mode, de botanique, de zoologie, d'architecture et, comme la gouache, pour les livres de coloriage. Avant que les techniques de reprographie ne fasse privilégier l'encre noire et les hachures, le dessin technique utilisait des couleurs conventionnelles, posées à l'aquarelle (Béguin 1995).
Au XXe siècle l'aquarelliste Jean Louis Morelle découvre le cycle de l'eau après avoir projeté de l'eau claire sur des surfaces peintes à l'aérographe. Toutefois, l'aquarelle dite du cycle de l'eau se développe avec l'aquarelliste Blanche Odin, dès le XIXe siècle mais Eva Karpinska théorise le cycle de l'eau, dans son livre "Aquarelle la lumière de l'eau"  et définit sept étapes, du papier lorsqu'il est lentille, c'est-à-dire sortant de la bassine d'eau, jusqu'au séchage complet. Cette technique a donné lieu à la "mouvance du cycle de l'eau", avec des aquarellistes spécialisés dans cette technique particulière.

### XXIesiècle

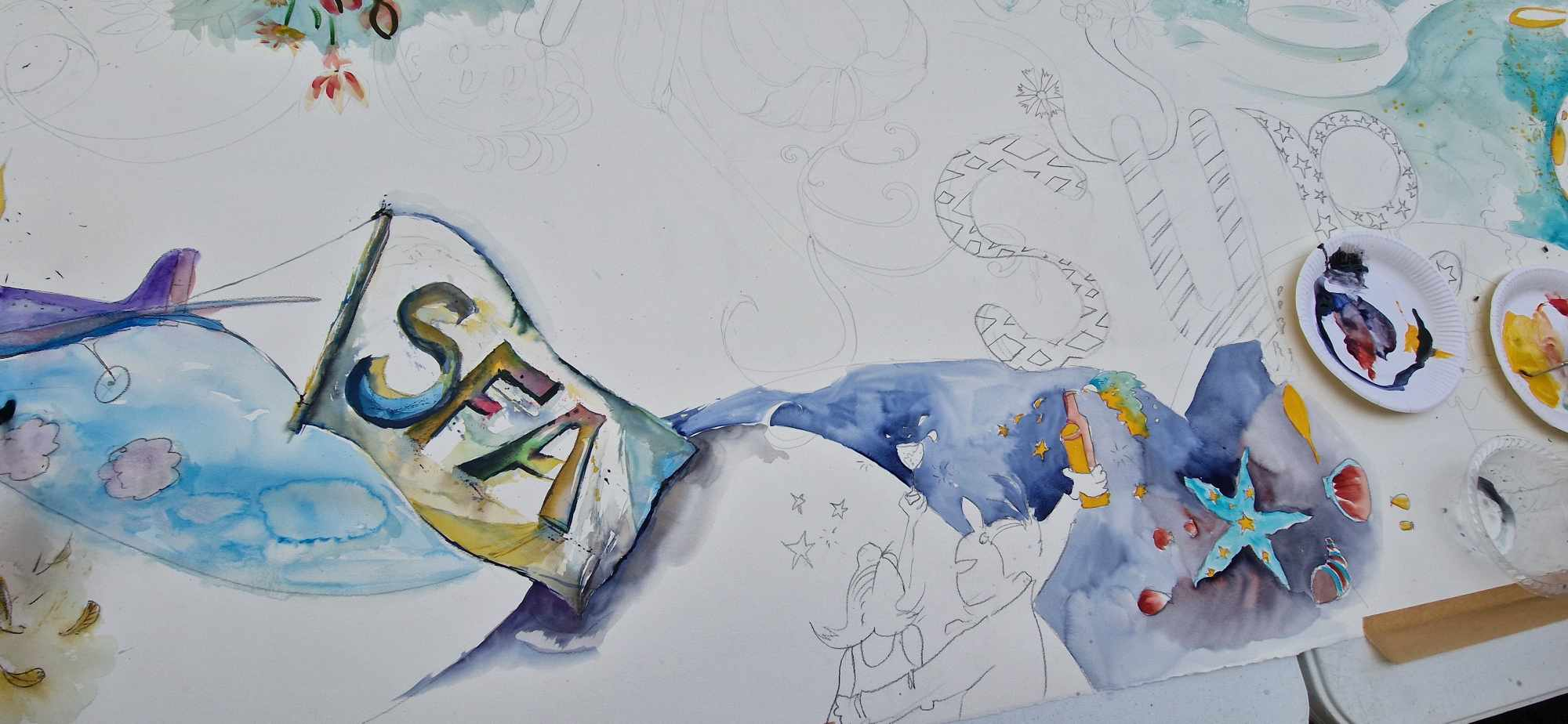
Une fresque collective réalisée en juillet 2023 à Brioude

En France, plusieurs festivals dédiés à l’aquarelle existent, comme la biennale d’aquarelle de Brioude qui se tient en juillet et qui regroupe tous les deux ans des aquarellistes de divers nationalités. Des démonstrations, des conférences sont organisées dans le village de Brioude.
D’autres biennales se tiennent en France, comme Breizh aquarelle  en Bretagne, à Annecy avec la biennale du bout du lac d’Annecyou encore à Rochemaure , où se tient une biennale intitulée Rochemaure aquarelle.
Des revues spécialisées existent, comme L'art de l'aquarelle. Ce magazine permet de découvrir des aquarellistes, d'approfondir la connaissance technique du medium, grâce à la présence d'un cahier dédié.

## Quelques artistes notables ayant pratiqué l'aquarelle

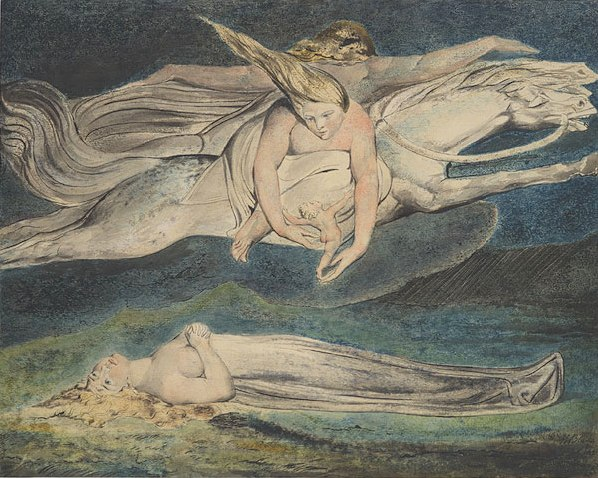
Troisième version, William Blake. Metropolitan Museum of Art.

John Singer Sargent, Georgia O’Keeffe, Thomas Moran, Winslow Homer, Claude Monet, Eugène Delacroix, Mary Cassatt, Charles Demuth, Paul Sandby, William Blake, Joseph Mallord William Turner, Blanche Odin, Arthur Melville, Albrecht Dürer, John Constable...